# Uljana Krawtschenko

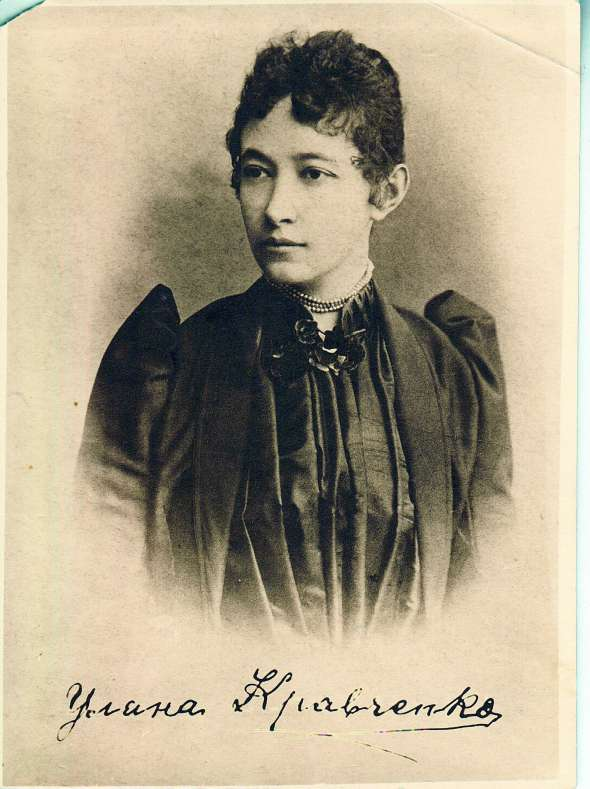
Uljana Krawtschenko 1893

Uljana Krawtschenko (ukrainisch Уляна Кравченко, bürgerlicher Name Julia Schneider, ukrainisch Юлія Юріївна Шнайдер; geb. 16. oder 18. April 1860 in Mykolajiw, Kaisertum Österreich, heute Ukraine; gest. 31. März 1947 in Przemyśl, Polen) war eine ukrainische Dichterin, Schriftstellerin und Frauenrechtlerin mit deutschen Wurzeln.

## Biografie
Uljana Krawtschenko wurde in einer Beamtenfamilie ukrainisierter Deutscher in Mykolajiw im heutigen gleichnamigen Rajon geboren. Ihr Vater war ein prominenter Mann im sozialen und politischen Leben Galiziens der 1860er Jahre und ein Unterstützer der ukrainischen Volksbewegung. Er starb, als Uljana zehn Jahre alt war. Ihre Mutter Julia Lopuschanska stammte aus einer Familie griechisch-katholischer Priester. Sie erzog ihre Tochter zur Liebe zur Volksmusik und zu mündlichen Überlieferungen. Uljana Krawtschenkos literarische Interessen wurden dadurch gefördert, dass die Familie im Hause des Stadtbürgermeisters Leontjew Ustijanowitsch lebte, dem Vater des Dichters und Schriftstellers Nikolai Leontjewitsch Ustijanowitsch.
Uljana Krawtschenko wurde zu Hause unterrichtet. Ihr deutscher Lehrer sprach oft über Literatur. Nachdem die Familie nach Lemberg (ukrainisch Lwiw) umgezogen war, besuchte sie ab 1877 ein Lehrerseminar. Unter dem Eindruck der Gedichte von Iwan Franko fing sie an zu schreiben und sich die ukrainische Sprache anzueignen. Nach Abschluss des Seminars 1881 begann Uljana Krawtschenko in galizischen Städten und Dörfern zu unterrichten; längere Zeit arbeitete sie in Bibrka. Im selben Jahr veröffentlichte die Zeitschrift „Sarja“ (ukrainisch Зоря) ihre ersten Gedichte und die Erzählung „Kalitka“ (ukrainisch Калитка). Mit Unterstützung Iwan Frankos, der eine wichtige Rolle in ihrem Leben spielte, wurden die meisten Werke Uljana Krawtschenkos gedruckt.
1885 begann sie in der sechsklassigen ukrainischen Mädchenschule „Basilius-Institut“ in Lemberg zu arbeiten. Im November desselben Jahres wurde sie wegen der Unterstützung der ukrainischen phonetischen Schreibweise nach Iwan Franko und Mychajlo Drahomanow aus dem Lehrerinnendienst entlassen, weil dies der offiziellen russifizierten Schreibweise widersprach.
Sie übernahm eine aktive Rolle in der Frauenemanzipationsbewegung Galiziens, die sich für gleiche Rechte für Frauen im sozialen, Arbeits- und Familienleben einsetzte.
Einige Zeit später arbeitete Uljana Krawtschenko als Lehrerin bei Gutsbesitzern in dem Dorf Rudenko bei Lemberg. Danach lebte sie zwei Jahre in Dolischnij Lushok bei Drohobytsch. Dort heiratete Uljana Krawtschenko einen Lehrer, mit dem sie eine Tochter und einen Sohn bekam. Von 1888 bis 1920 arbeitete sie mit wenigen Unterbrechungen in dem Dorf Silzi bei Drohobytsch.

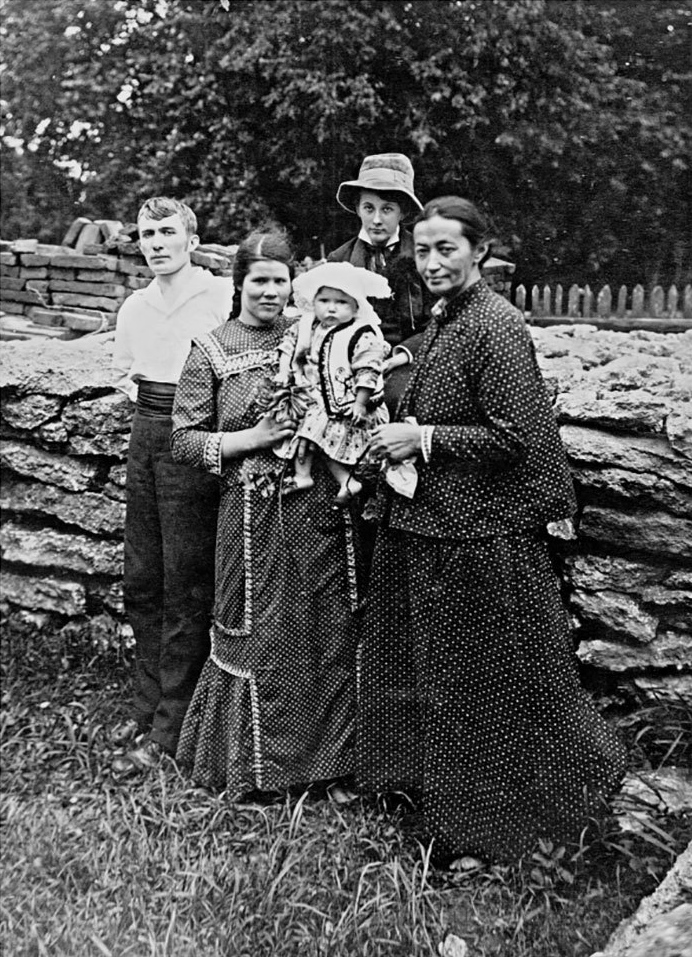
Uljana Krawtschenko (rechts) mit Familie 1920. Mit Hut: die jüngste Tochter Nusja. Hinten: Schwager Jaroslaw Sekela. Auf dem Arm der Kinderfrau: Enkel Leo.

Von 1920 an lebte Uljana Krawtschenko mit ihrer Tochter in Przemyśl, wo sie 1947 starb.

## Künstlerische Arbeit
1885 gab Iwan Franko das Buch „Prima Vera“ mit Gedichten Uljana Krawtschenkows unter ihrem bürgerlichen Namen Julia Schneider heraus. Dieses Werk ist stark von Iwan Franko beeinflusst. Es wurde sehr populär.
In Uljana Krawtschenkos 1887 veröffentlichtem autobiografischen Buch „Erinnerungen einer Lehrerin“ (ukrainisch Спогади учительки) schrieb sie über den miserablen Zustand der öffentlichen Bildung in Galizien und das harte Los der Lehrer im Besonderen.
In der Poesie Uljana Krawtschenkos dominieren soziale Motive, die Idee der nationalen Befreiung, zum Beispiel in „Україна“ (Ukraine) oder im Zyklus „Мислі“ (Mysli) und insbesondere das Thema der Emanzipation der Frauen, zum Beispiel in „Вагання“ (Wagannja) oder „Жінко, невольнице звичаїв темна“ (Shіnko, newol'nize switschaїw temna).
Enthusiastisch schrieb sie über Iwan Franko und seine Freunde, zum Beispiel im Gedichtzyklus „Титани“ (Tytany) und in „Мирону“ (Mironu). Sie war eine Meisterin intimer und lyrischer Landschaften: „Моя любов“ (Moja ljubow), Zyklus „У скитах“ (U skytach). Einige Gedichte der 1920er und 1930er Jahren haben eine mystische Stimmung.
Sie übersetzte Nikolaus Lenau, Andrzej Niemojewski, Jan Kasprowicz und andere.
Uljana Krawtschenko schrieb Erinnerungen über Iwan Franko („Велика дружба“, Welyka drujba, 1940; „Істинний друг і учитель“, Istinnyj drug i utschytel', 1941). Ihr Briefwechsel mit Iwan Franko aus den Jahren 1883 bis 1915 enthält wichtiges literaturhistorisches Material.

## Werke
- Prima vera (1885)
- На новий шлях (Na nowyj schljach, 1891)
- В дорогу (W dorogu, 1912)
- Проліски (Prolіsky, 1921)
- Лебедина пісня (Lebedyna pіsnja, 1924)
- В житті є щось (W shyttі je schtschos', 1929)
- Для неї – все! (Dlja neji — wse!, 1931)
- Шелести нам, барвінку (Schelesty nam, barwinku, 1932)
- Мої цвіти (Moji zwіty, 1933)
- Замість автобіографії (Samіst awtobіografіji, 1934)
- Перший рік практики (Perschyj rіk praktyky, 1936)
- Із записок учительки (Іs sapysok utschytel’ky, 1936, online)
- Вибрані поезії (Wybranі poesіji, 1941)